# Mont-Saint-Martin (Aisne)
Mont-Saint-Martin es una comuna francesa situada en el departamento de Aisne, de la región de Alta Francia.

## Geografía
Está ubicada a 25 km al sureste de Soissons. 

## Demografía
| 82 | 58 | 78 | 50 | 59 | 64 | 66 | 64 | 70 | 74 | 73 | 88 | 45 | 60 | 76 | 52 | 51 | 54 | 85 | 83 | 87 | 83 | 121 | 142 | 110 | 110 | 101 | 84 | 71 | 56 | 56 | 37 | 40 | 70 | 77 |
| Para los censos de 1962 a 1999 la población legal corresponde a la población sin duplicidades (Fuente: INSEE [Consultar]) |    |    |    |    |    |    |    |    |    |    |    |    |    |    |    |    |    |    |    |    |    |     |     |     |     |     |    |    |    |    |    |    |    |    |